# Poltergeist: The Legacy
Poltergeist: The Legacy (en español: Poltergeist: El legado o El legado) es una serie de televisión de horror que se produjo en Canadá entre 1996 y 1999. Tiene cuatro temporadas y contiene un total de 87 episodios.

## Argumento
La serie trata de una organización secreta llamada "El Legado", que fue fundada en Inglaterra el siglo VI. Su trabajo es combatir a las criaturas del mundo de las tinieblas, recopilar y almacenar conocimientos y artefactos peligrosos al respecto y proteger a la humanidad del mal y lo sobrenatural. 
Uno de los equipos que combaten esas fuerzas siniestras está en San Francisco y es dirigida por Dr. Derek Rayne. Desde allí, libra una feroz batalla contra esos poderes.

## Reparto
| Actor              | Personaje                | Notas        |
| ------------------ | ------------------------ | ------------ |
| Derek de Lint      | Dr. Derek Rayne          | 87 episodios |
| Martin Cummins     | Nick Boyle               | 87 episodios |
| Robbi Chong        | Alexandra Moreau         | 87 episodios |
| Helen Shaver       | Rachel Corrigan          | 87 episodios |
| Kristin Lehman     | Kristin Adams            | 36 episodios |
| Alexandra Purvis   | Katherine 'Kat' Corrigan | 21 episodios |
| Patrick Fitzgerald | Padre Philip Callaghan   | 13 episodios |

## Producción
La responsable de la serie, la productora norteamericana Trilogy, que se había estrenado en la producción para la pequeña pantalla con "Otros límites", otra serie basada en fenómenos paranormales, decidió apostar fuerte con "Poltergeist: El Legado" a causa de los buenos resultdos de aquella. De esa manera invirtieron más de un millón de dólares por episodio.
La serie se hizo de tal manera que pretendía ser un spin-off de la sagafilmográfica Poltergeist.